# News.nl
News.nl was een Nederlandse gratis krant op tabloidformaat.
Eind 2000 lanceerde De Telegraaf News.nl met Frank Volmer als verantwoordelijke uitgever. In tegenstelling tot Metro en Sp!ts (ook uitgegeven door De Telegraaf) was het een middagkrant die gericht was op een volwassener publiek. Bij de artikelen stond een code, deze kon men op de website van News.nl invullen en daarmee links met meer informatie over het artikel vinden. De krant werd alleen verspreid in de vier grote steden. 

Op 4 april 2001 werd News.nl beëindigd.